# Смардзько
Смардзько (пол. Smardzko) — село в Польщі, у гміні Свідвин Свідвинського повіту Західнопоморського воєводства.
Населення — 505 осіб (2011).

## Демографія
Демографічна структура станом на 31 березня 2011 року:
|          | Загалом | Допрацездатний вік | Працездатний вік | Постпрацездатний вік |
| -------- | ------- | ------------------ | ---------------- | -------------------- |
| Чоловіки | 257     | 54                 | 177              | 26                   |
| Жінки    | 248     | 49                 | 147              | 52                   |
| Разом    | 505     | 103                | 324              | 78                   |